# Клей Регацони
Джанклаудио Джузепе „Клей“ Регацони (на италиански: Gianclaudio Giuseppe 'Clay' Regazzoni) е швейцарски пилот от Формула 1.

## Кратка състезателна биография
Състезава се от 1970 до 1980 г., печели 5 победи, първата от тях – още в дебютния си сезон с отбора на Ферари. В Скудерията остава до 1972 г. и се премества в БРМ. След един не много успешен сезон, в който печели едва 2 точки, той се завръща във Ферари за още 3 години: от 1974 до 1976 г. В края на сезон '76, Регацони изкарва по 1 сезон в слабите тимове на Инсайн и Шедоу, където печели съответно 5 и 4 точки. Въпреки това показва качества и кариерата му отново тръгва нагоре – 1979 г. подписва с Уилямс. Клей става пилотът, донесъл първата от над 100 победи за славния тим. На подиума остава верен на арабските спонсори на отбора и вместо шампанско пие портокалов сок. Въпреки това след края на сезона той е заменен от Карлос Ройтеман.
На 40 години и без други варианти, той приема предложението на Инсайн за 1980 г. Кариерата му приключва в едва четвъртото състезание за сезона, когато на дълга права спирачките му отказват и с над 280 km/h той се блъска в отпаднала кола на Брабам, а след това и в предпазната стена. Губи съзнание за 10 минути, а което е по-лошото – остава парализиран от кръста надолу за цял живот. Въпреки това Регацони не губи спортния си дух и показва волята си. Той продължава да се състезава със специално пригодени автомобили (газта и спирачката са на волана), участва в Рали Дакар (тогава Париж-Дакар) и 12-те часа на Себринг. През 1996 г. ФИА отказва да му издаде лиценз и така приключва спортната му кариера. Става коментатор за италианска телевизия. Освен това основава и фондация, помагаща на хора в неравностойно положение.

## Гибел
Никога не губещ духа си, Клей се опитва да живее пълноценно, винаги на висока скорост. Така приключва и живота му – на 15 декември 2006 г. загива в автомобилна катастрофа на италианска магистрала, близо до град Парма. Погребан е на 23 декември 2006 г. в Лугано, като на погребението присъстват много негови бивши съотборници и съперници като Джеки Стюарт, Емерсон Фитипалди и Ники Лауда.